# Karmen Bunikowska
Karmen Bunikowska (ur. 21 marca 1988 w Starogardzie Gdańskim) – polska lekkoatletka, skoczkini o tyczce.

## Kariera sportowa
Zanim do uprawianie lekkoatletyki namówił ją Edward Szymczak była szczypiornistką. Reprezentantka AZS-AWFiS Gdańsk jest medalistką mistrzostw Polski w różnych kategoriach wiekowych, w tym między innymi:
- złoto mistrzostw Polski juniorów (Biała Podlaska 2007)
- złoty medal młodzieżowych mistrzostw Polski (Bielsko-Biała 2009)
- brąz halowych mistrzostw Polski (Spała 2010)
- srebrny medal halowych mistrzostw Polski (Spała 2011)
- brąz mistrzostw Polski (Bielsko-Biała 2012)

Największym międzynarodowym osiągnięciem Bunikowskiej jest 6. lokata podczas mistrzostw Europy juniorów (Hengelo 2007), na tych zawodach ustanowiła ona wynikiem 4,20 m rekord Polski juniorek.

## Rekordy życiowe
- Skok o tyczce (stadion) – 4,20 (2007)
- Skok o tyczce (hala) – 4,20 (2011)